# Acidose respiratoire

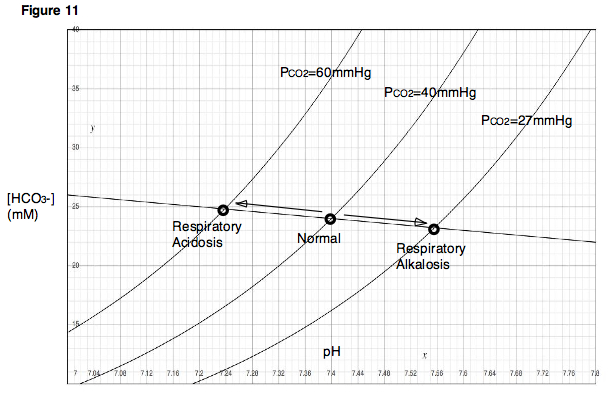
L'acidose respiratoire est causée par une augmentation de la concentration sanguine en dioxyde de carbone (à la suite d'une hypoventilation ou une hypoxie) qui se transforme en bicarbonate, entrainant une baisse du pH

L’acidose respiratoire ou ventilatoire est un trouble de la régulation du pH sanguin. La cause de ce trouble est d'origine respiratoire, il survient en cas d'hypoventilation ou d'hypoxie. Lors d'apnée prolongée, on parle d'hypercapnie. L'acidose respiratoire est l'une des deux acidoses, l'autre étant l'acidose métabolique.
La concentration en CO2 dans le sang augmente ; ce gaz est alors transformé par réaction chimique : CO2 + H2O = H+ + HCO3–, ce qui entraîne une baisse du pH sanguin. Il devient alors pathologique.
Lors de l'acidose respiratoire, le patient hyperventile, afin de faire redescendre son taux de CO2 dans le sang. Toutefois, lorsque la cause de l'hypoventilation est liée à une impossibilité quelconque d'hyperventiler, l'organisme va réguler son pH sanguin en augmentant sa concentration de bicarbonates HCO3– dans le sang.
Cette régulation (compensation métabolique) se fait d'abord au niveau du foie qui va privilégier l'excrétion azotée sous forme de glutamine, plutôt que sous forme d'urée. Cela permet à l'organisme d'éliminer moins de bicarbonates, ce qui entraine un accroissement de leur concentration et donc, par déplacement de l'équilibre, une remontée du pH.

## Description
L'acidose respiratoire, la plus fréquente des acidoses[réf. souhaitée], est causée par une respiration superficielle, une pneumonie ou un emphysème. Tous ces problèmes ont pour effet d'accumuler le CO2 dans l'organisme. En effet, l'augmentation d'ions H+ dans l'organisme pousse celui-ci à procéder à une transformation chimique, qui lie les ions H+ à un ion tampon qui est le HCO3–. Après son absorption, la molécule devient le H2CO3, qui à son tour, se divise en H2O et en CO2, prêt pour l'excrétion. La transformation se traduit donc dans la forme suivante : H+ + HCO3– = H2CO3 = H2O + CO2.
Dans le cas d'une acidose, le pH sanguin descend en dessous de 7,38, ce qui cause une dépression du système nerveux central. Or un pH sanguin inférieur à 7 peut causer un coma et entraîner la mort, puisqu'un pH si bas empêche les protéines de fonctionner.
Bien plus fréquents que les acidoses sévères, il existe de nombreux cas d'acidoses latentes chroniques. Cette pathologie correspond à une tendance de l'organisme à toujours se trouver dans la partie la plus acide de la fourchette de tolérance du pH. Une telle acidose latente chronique peut être provoquée par le simple effet inhibant du stress sur la respiration. Elle passe inaperçue à courts termes, mais est suspectée d'entrainer à moyens et surtout à longs termes une fatigue profonde de l'organisme et un état inflammatoire chronique propice au développement de nombreuses affections[réf. à confirmer].

## Moyens de compensation
Compensation au niveau du foie : réduction de l'utilisation de l'ion tampon HCO3–.
Compensation au niveau des reins : augmentation de l'élimination de l'ion NH4+.